# Astomaea seselifolia
Astomaea seselifolia är en växtart i släktet Astomaea och familjen flockblommiga växter. Den beskrevs först av Augustin Pyrame de Candolle, och fick sitt nu gällande namn av Stephan Rauschert 1982.
Arten växer i Mellanöstern, från Syrien i norr till Sinai i söder.